# Ferenc Németh
Ferenc Németh (ur. 4 kwietnia 1936 w Budapeszcie) – węgierski pięcioboista nowoczesny.

## Kariera sportowa
Dwukrotny złoty medalista olimpijski z Rzymu. W Rzymie zwyciężył w obu konkurencjach: indywidualnej i drużynowej (wraz z Imre Nagy i Andrásem Balczó). Nigdy nie zdobył medalu mistrzostw świata.
Ojciec  szermierza Zsolta Németha.

## Starty olimpijskie (medale)
Rzym 1960
- indywidualnie i drużynowo – złoto